# Helmuth Gießler
Helmuth Gießler (* 23. August 1899 in Berlin; † 1981) war ein deutscher Marineoffizier und Autor.

## Leben
Gießler trat im Januar 1917 in die Kaiserliche Marine ein (Crew 1917) und kam zur Ausbildung bis Juni 1917 zunächst an die Marineschule und auf die Freya. Am 16. November 1917 erfolgte seine Ernennung zum Fähnrich zur See auf der Derfflinger, wo er bis Kriegsende als Offizierdiensttuer diente. In dieser Position wirkte er unter den Marineoffizieren Johannes Hartog und Hans-Carl von Schlick, deren Verhalten während der Novemberrevolution er 1961 rückblickend stark kritisierte. Im Dezember 1918 wurde er aus der Reserve entlassen und schied am 21. Januar 1920 aus der Reichsmarine aus. Am 9. September 1920 wurde ihm der Charakter eines Leutnants zur See verliehen.
Am 1. Juli 1923 wurde er als Leutnant zur See reaktiviert und wurde am 1. Juli 1925 Oberleutnant zur See. Am 1. April 1933 wurde er zum Kapitänleutnant befördert. Er diente 1936 im Reichsluftfahrtministerium und im Nachrichtenmittel-Versuchskommando.
In der Kriegsmarine in Nazideutschland wirkte er von Januar 1939 bis März 1942 als Navigationsoffizier im Range eines Fregattenkapitäns auf dem Schlachtschiff Scharnhorst, wo ihm am 12. März 1942 das Deutsche Kreuz in Gold verliehen wurde. Zwischenzeitlich war er von Juli 1940 bis Oktober 1940 Marineverbindungsoffizier zum AOK 9 und von August 1941 bis Dezember 1941 mit der Wahrnehmung der Geschäfte als Erster Admiralstabsoffizier beim Befehlshaber der Schlachtschiffe beauftragt. Direkt darauffolgend wirkte er bis April 1943 als Erster Offizier auf der Scharnhorst. Nach Beförderung zum Kapitän zur See am 1. Oktober 1942 diente er als Chef der Entwicklungsabteilung für Nachrichtenmittel im Oberkommando der Marine. Von Juni 1944 bis Oktober 1944 war er Chef der Ausbildungs- und Stabsabteilung (Skl/Qu A V). Vom 14. Oktober 1944 bis nach Kriegsende diente er noch als Kommandant des leichten Kreuzers Nürnberg. Unter seinem Kommando wurde der Kreuzer in die Sowjetunion überführt, sodass er bis Januar 1946 Kommandant blieb.
In der Nachkriegszeit arbeitete ab 1955 von Wilhelmshaven aus für die amerikanische Marineaufklärung, für die Marineauswertung in Pullach und für den ehemaligen Generalnachrichtenführer der Luftwaffe, Wolfgang Martini, der als Geschäftsführer des Funkortungsausschusses fungierte. Die amerikanische Geheimorganisation CIA sah in ihm eine Verbindung zur britischen Marineaufklärung. Er galt neben Heinz Bonatz und Fritz Trenkle als Fachmann für Funktechnik.
Er wurde Mitglied des Düsseldorfer Ausschusses für Funkortung. Von 1966 bis zur Übergabe an Gerhard Meyering 1974 war Gießler 1. Vorsitzender des Nautischen Vereins Wilhelmshaven-Jade.

## Schriften
- Ortungs- und Fernmeldemittel auf See. In Seemacht heute, Beiträge führender amerikanischer und deutscher Fachleute, Oldenburg, 1957, S. 127–141.
- Die Entwicklung der Funkmeßgeräte in Deutschland (1933–1939). In: Wehrtechnische Monatshefte, Jahrgang 55, 1958, Heft 3, S. 108 ff.
- Hochfrequenz an Bord. Nauticus 28, Darmstadt, 1952, S. 147–153
- Lehren aus der Funkmeßentwicklung. In: Soldat und Technik, Jahrgang 2, 1959, Nr. 1, S. 21 ff.
- Der Marine-Nachrichten- und Ortungsdienst. Technische Entwicklung und Kriegserfahrungen. J. F. Lehmanns, München 1971 (Reihe Wehrwissenschaftliche Berichte, Band 10, ISSN 0083-7822)
- Mitwirkung am Wilhelmshavener Heimatlexikon, 1972[10]
- Mitwirkung an Schlachtschiff "Scharnhorst", 1978